# La marcha del progreso
La marcha de progreso (en inglés: "The March of Progress"), correctamente llamado El camino al Homo Sapiens (en inglés: "The Road to Homo Sapiens"), es una ilustración que presenta los 25 millones de años de la evolución humana. Fue creada para el volumen Early Man de la enciclopedia Biblioteca de Vida Natural ("Life Nature Library"), publicada en 1965 y dibujada por el artista Rudolph Zallinger. Se la ha visto como la representación del punto de vista de la evolución como un cambio progresivo (ortogénesis). Desde entonces se ha convertido en una representación arquetípica de la evolución y en un icono de la cultura popular. Como tal, ha sido ampliamente parodiado, caricaturizado e imitado. La imagen del progreso en la evolución fue anticipada por la Lugar del hombre en la naturaleza (1863) de Thomas Henry Huxley.
La marcha de progreso es una imagen muy popular sobra la hominización pero científicamente errónea porque corresponde a una visión escalista antropocéntrica de la evolución humana (donde los primates se ven como "formas inferiores") que dificulta el desarrollo del conocimiento relativo a la visión filogenética de los seres vivos.

## Ilustración
La ilustración es parte de una sección de texto e imágenes encargada por la editorial Time-Life Books para el volumen Hombre Primitivo ("Early Man") escrito por el antropólogo Francis Clark Howell en 1965 para la serie de libros Biblioteca de Vida Natural ("Life Nature Library"). La ilustración es un desplegable titulado "El camino hacia el Homo Sapiens". Muestra una secuencia de figuras, dibujadas por el pintor de historia natural y muralista Rudolph Zallinger (1919-1995). Los 15 antepasados evolutivos humanos están alineados como si estuvieran marchando en un desfile de izquierda a derecha. Las dos primeras frases de la leyenda decían "¿Cuáles fueron las etapas de la larga marcha del hombre desde los antepasados simiescos hasta los sapiens ? A partir de la derecha y progresando a través de cuatro páginas más son hitos de primates y la evolución humana ya que los científicos saben ellos hoy en día, armado a partir de la evidencia fósil fragmentario."

### Secuencia de especies

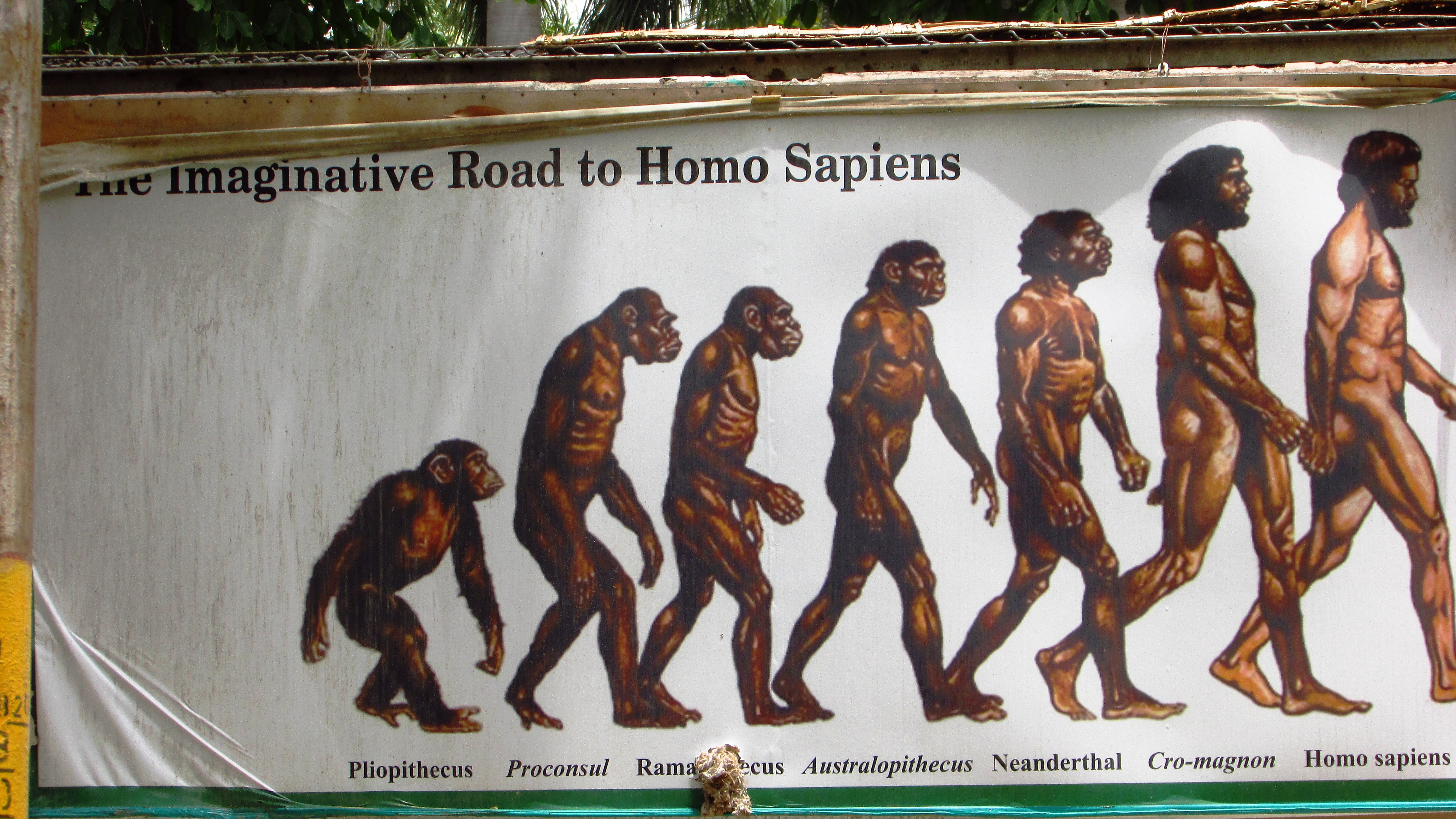
Mural de La marcha de progreso en zoo de India que muestra a las especies pliopithecus, proconsul, ramapithecus, australopithecus, neandertal, y momo sapiens.

Las 15 figuras de primates en la imagen de Zallinger, de izquierda a derecha, se enumeran a continuación (las fechas siguen el infografía original y es posible que ya no reflejen la opinión científica actual):
- Pliopithecus, "antepasado de la línea gibón" de 22 a 12 millones de años.
- Proconsul, primate de 21 a 9 millones de años que puede o no haber calificado como simio.
- Dryopithecus, simio fósil de entre 15 y 8 millones de años, el primero de este tipo encontrado (1856) y probable antepasado de los simios modernos.
- Oreopithecus, de 15 a 8 millones de años.
- Ramapithecus, simio de 13 a 8 millones de años y posible antepasado de los orangutanes modernos (ahora considerado una hembra Sivapithecus).
- Australopithecus, 2-3 millones de años; luego considerado el más antiguo "cierto homínido".
- Paranthropus, 1,8–0,8 millones de años.
- Australopithecus, 1,8–0,7 millones de años.
- Homo erectus, de 700.000 a 400.000 años, entonces el miembro más antiguo conocido del género Homo.
- Primeros Homo sapiens, de 300 000 a 200 000 años de antigüedad; de Swanscombe, Steinheim y Montmaurin, entonces considerado probablemente el H. sapiens más antiguo.
- Hombre de Solo, 100.000–50.000 años; descrita como una "raza" asiática extinta de H. sapiens (ahora considerada una subespecie de H. erectus).
- Hombre de Rhodesia, de 50.000 a 30.000 años; descrita como una "raza" africana extinta de H. sapiens (ahora considerada H. rhodesiensis o H. heidelbergensis y fechada mucho antes).
- Hombre de Neandertal, entre 100.000 y 40.000 años.
- Hombre de Cromañón, entre 40.000 y 5.000 años.
- Hombre moderno, 40.000 años hasta el presente.

## Intención

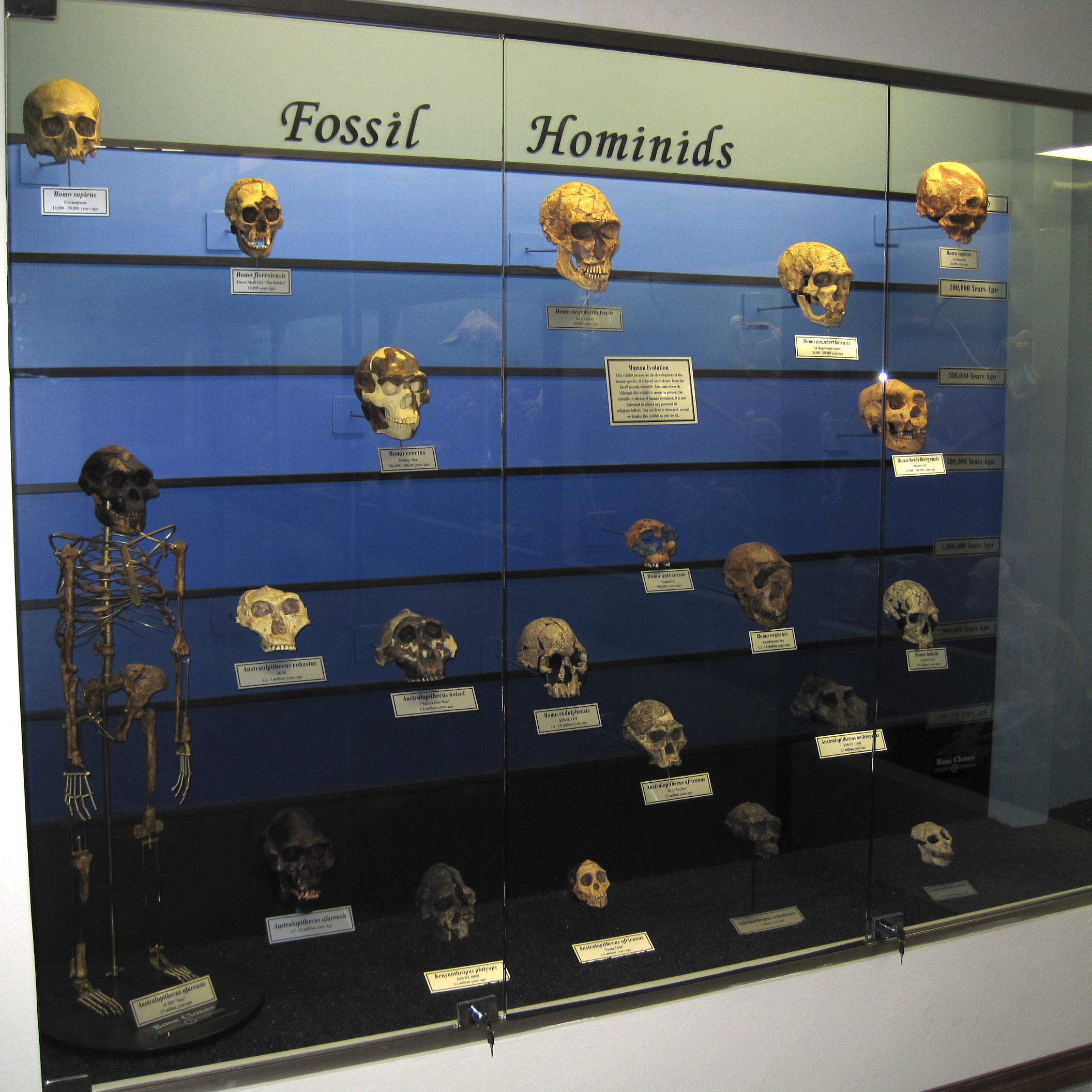
Exhibición de fósiles de cráneos de homínidos en el Museo de Osteología de la ciudad de Oklahoma, EE. UU.

Contrariamente a las apariencias y algunas quejas, el texto original de 1965 de "The Road to Homo Sapiens" revela una comprensión del hecho de que una presentación lineal de una secuencia de especies de primates, todos en la línea directa de los antepasados humanos, no sería una interpretación correcta. Por ejemplo, se dice que la cuarta de las figuras de Zallinger (Oreopithecus) es "una rama lateral probable en el árbol genealógico del hombre". Sólo la siguiente figura (Ramapithecus) se describe como "que ahora algunos expertos piensan que es el más antiguo de los antepasados del hombre en una línea directa" (algo que ya no se considera probable). Eso implica que los primeros cuatro primates no deben considerarse ancestros humanos reales. Asimismo, se dice que la séptima figura (Paranthropus) es "un callejón sin salida evolutivo". Además, las franjas de colores, en la parte superior de la figura, que indican la edad y duración de los diversos linajes, implican claramente que no hay evidencia de continuidad directa entre linajes extintos y existentes y también, múltiples linajes de los homínidos figurados ocurrieron contemporáneamente. en varios momentos de la historia del grupo.

## Recepción

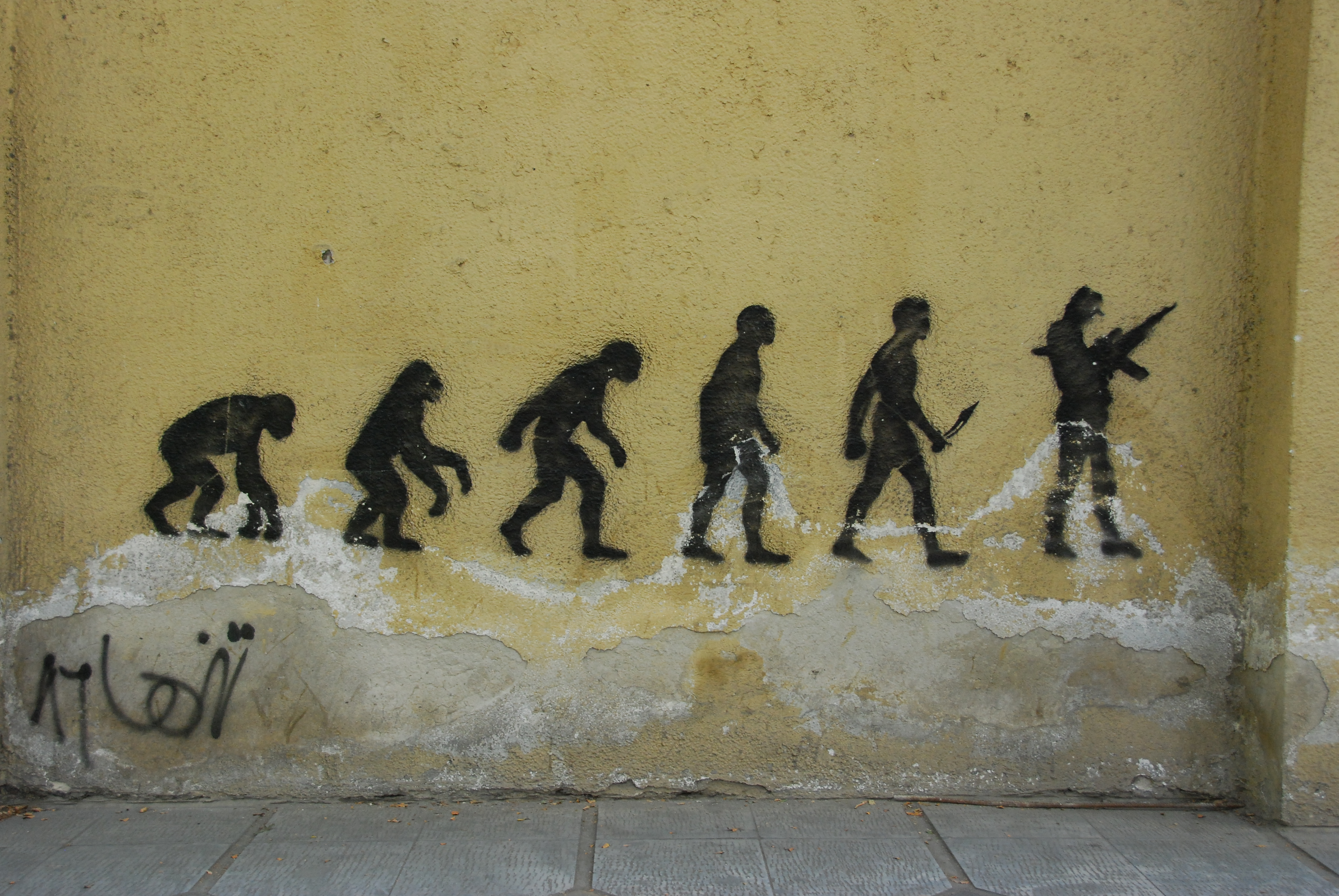
Representación mural antiguerra de la ilustración.

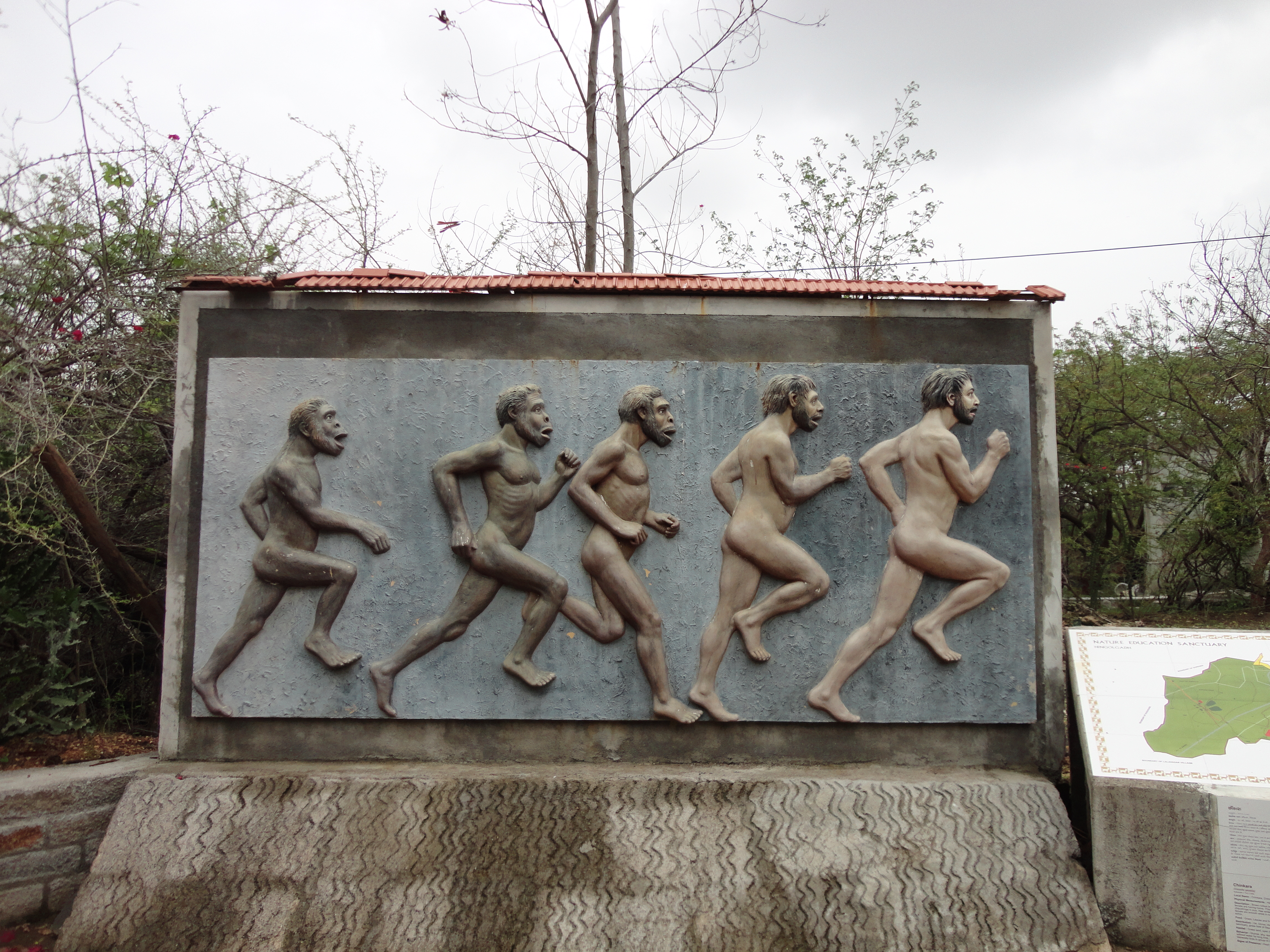
Representación escultórica en el Hingolgadh Nature Education Sanctuary de Guyarat, India.

La ilustración se ha copiado, modificado y parodiado con frecuencia. Ha sido criticado como "involuntaria y erróneamente" implicando que "la evolución es progresiva".
 

El antropólogo y autor de la sección F. Clark Howell explica el proceso evolutivo en el libro de la siguiente forma:
Es un hecho científico probado que el hombre estuvo evolucionando durante millones de años. El camino de su evolución está marcado por callejones sin salida y nuevos comienzos, y los arcenes cubiertos de reliquias de sus variadas formas. Aunque muchos de estos restos son en el mejor de los casos mínimos, son suficientes para bosquejar las fases claves de su marcha a lo largo del tiempo; el principal problema al que se enfrentan los antropólogos hoy es rellenar los huecos.
En cuanto a la forma en que se ha interpretado la ilustración, Howell comentó: 
El artista no tenía la intención de reducir la evolución del hombre a una secuencia lineal, pero los espectadores lo leyeron de esa manera... El gráfico abrumaba el texto. Fue tan poderoso y emotivo. 
Stephen Jay Gould (1941-2002) condenó la iconología de la imagen en varias páginas de su libro de 1989, Wonderful Life, reproduciendo varios anuncios y caricaturas políticas que hacen uso de la ilustración para resaltar sus diversos puntos. En un capítulo, "La iconografía de una expectativa", afirmó que: 
La marcha del progreso es la representación canónica de la evolución, la única imagen captada de inmediato y comprendida visceralmente por todos... La camisa de fuerza del avance lineal va más allá de la iconografía hacia la definición de evolución: la palabra misma se convierte en sinónimo de progreso... [Pero] la vida es un arbusto copiosamente ramificado, continuamente podado por la parca de la extinción, no una escalera de progreso predecible. 
El defensor del diseño inteligente Jonathan Wells escribió en Icons of Evolution: Science or Myth? (2002), "Aunque se usa ampliamente para mostrar que somos solo animales, y que nuestra propia existencia es un mero accidente, el ícono final va mucho más allá de la evidencia". El libro compara una selección de temas de libros de texto de teoría de la evolución con la ilustración de la portada así calificada.
Brian Switek, que escribe para Scientific American, sostiene que la idea de una "marcha del progreso", como se describe en la ilustración de Time-Life de 1965, se remonta a la gran cadena del ser medieval y a la idea del "eslabón perdido" del siglo XIX. en el registro fósil . En su opinión, para comprender la vida y la evolución, "el primer paso implica descartar tipos de imágenes que restringen en lugar de iluminar". Switek escribió en Wired y agregó que "quizás no haya otra ilustración que sea tan inmediatamente reconocible como la representación de la evolución, pero la tragedia de esto es que transmite una visión de la vida que no se parece a nuestra comprensión actual de la historia de la vida".

## Parodias y críticas
La Marcha del progreso a menudo ha sido imitada, parodiada o adaptada con fines comerciales o políticos. El logotipo de la Fundación Leakey y los Museos Nacionales de Kenia presenta una pequeña silueta de la propia imagen de la Marcha del Progreso.
La portada del álbum Full Circle de 1972 de Doors hace referencia a March of Progress, al igual que el álbum de Supertramp de 1985, Brother Where You Bound, mientras que el CD de la banda sonora de la película Encino Man de 1992 muestra a un simio que se convierte en un patinador. La edición de diciembre de 2005 de The Economist muestra a homínidos subiendo un tramo de escaleras para transformarse en una mujer con un vestido negro que sostiene una copa de champán para ilustrar "La historia del hombre".

A menudo, la Marcha del progreso se retrata irónicamente como una regresión, donde el progreso comienza desde el principio y la degradación comienza desde el presente.

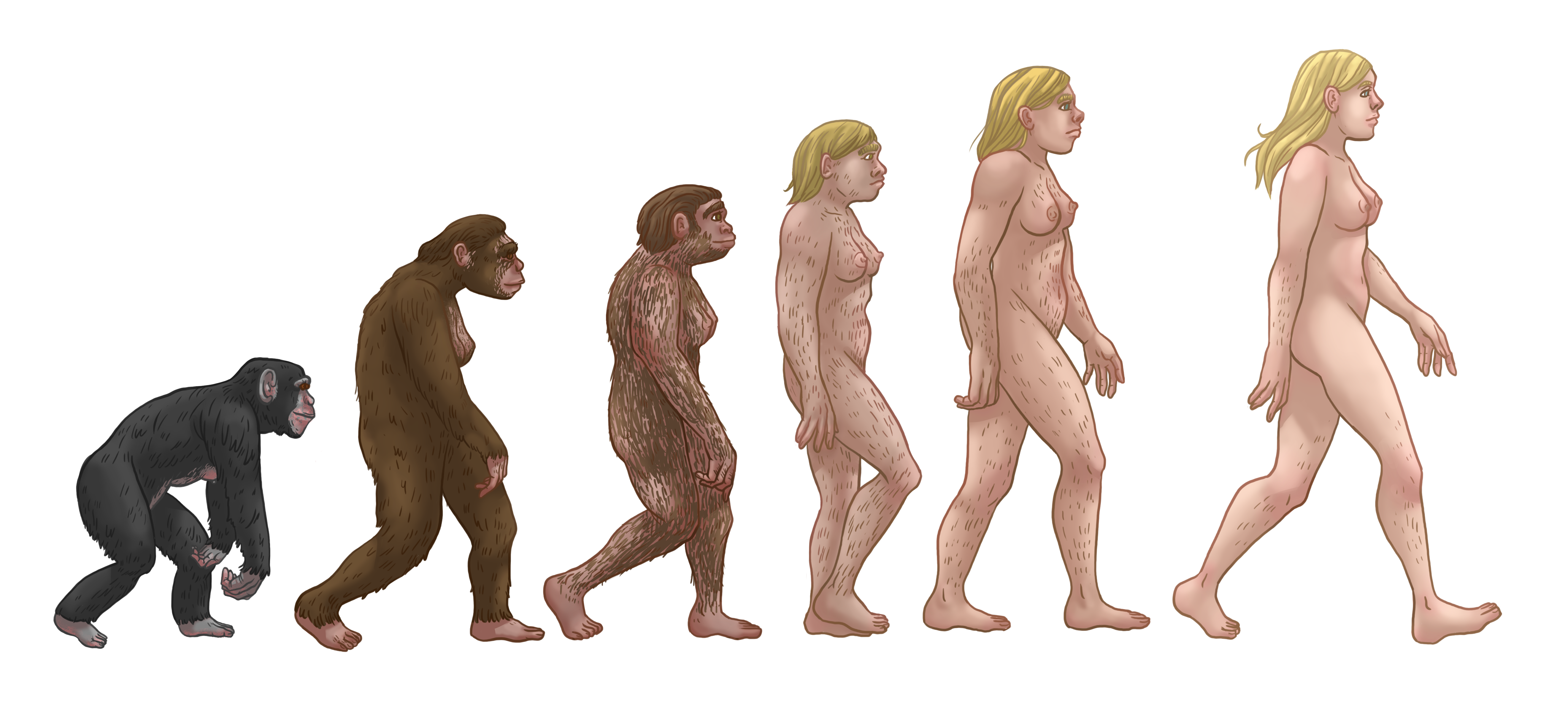
Representación femenina de La marcha de progreso que cuestiona el androcentrismo en la ciencia según el cual sólo habría evolucionado el hombre musculoso y valiente que protege a la mujer frágil.

La representación masculina de la ilustración también ha sido percibida como una forma de androcentrismo en las ciencias sociales (antropología, religión, prehistoria ...) y en el pensamiento científico en general sesgado e inconsciente "de ver y analizar, destacando principalmente -o incluso exclusivamente- los roles de los hombres, sus experiencias, sus funciones, las relaciones que tienen entre ellos, etc."; una ideología integrada según la cual habría evolucionado el hombre musculoso y valiente que protege a la mujer frágil. Los sociólogos Young y Willmott adoptan una postura de marcha de progreso hacia la igualdad de género.

## Predecesores

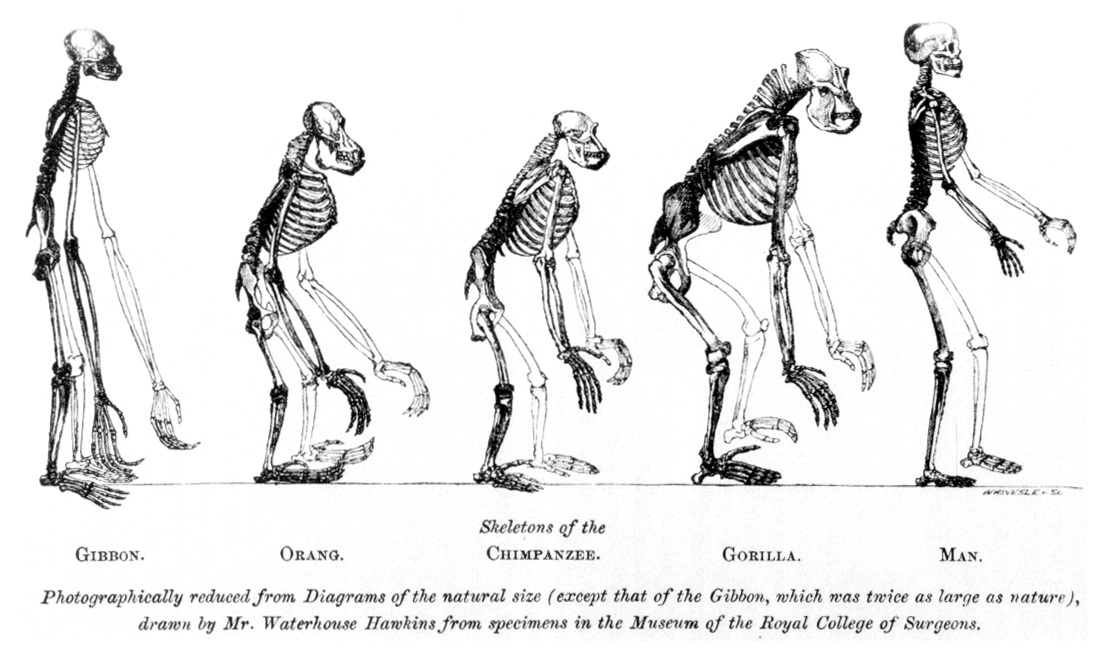
El frontispicio de la Evidence as to Man's Place in Nature (1863) de Thomas Huxley tenía la intención de comparar los esqueletos de los simios y los humanos, pero sin querer creó un meme duradero de un supuesto progreso "de mono a hombre".

El frontispicio del libro Evidence as to Man's Place in Nature (1863) de Thomas Henry Huxley tenía la intención simplemente de comparar los esqueletos de simios y humanos, pero su secuencia progresionista involuntaria de izquierda a derecha se ha convertido, según la historiadora Jennifer Tucker, y taquigrafía visual instantáneamente reconocible para la evolución ".

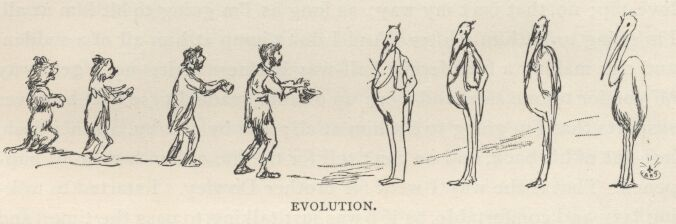
"Evolution" en la Un yanqui en la corte del rey Arturo (edición de 1889) de Mark Twain.

Una ilustración, con la leyenda "Evolution", que muestra dos secuencias de cuatro imágenes, cada una ilustrando una transformación gradual de un animal en un humano, apareció en la edición de 1889 de A Connecticut Yankee in King Arthur's Court de Mark Twain.